# Định mệnh anh yêu em
Định mệnh anh yêu em (Tiếng Anh: Fated to Love You; chữ Hán phồn thể: 命中註定我愛你; chứ Hán giản thể: 命中注定我爱你; Bính âm: Mìngzhòng zhùdìng wǒ ài nǐ; Hán Việt: Mệnh trung chú định ngã ái nhĩ) hay còn được gọi là Đêm định mệnh là một bộ phim hài lãng mạn Đài Loan với sự tham gia của diễn viên Trần Kiều Ân và Nguyễn Kinh Thiên, phát sóng lần đầu vào ngày 16 tháng 3 năm 2008. Kể từ khi phát sóng, liên tục đạt được xếp hạng tốt, chính thức phá vỡ sự xếp hạng của phim giữ kỉ lục trước đó "Hoàng tử Ếch" từ tập 11, với điểm 8,13.
Do sự thành công của bộ phim này, bộ phim tính đến hiện nay đã được 4 quốc gia là Hàn Quốc, Thái Lan, Nhật Bản và Trung Quốc được mua bản quyền để chuyển thể.

## Nội dung
Định Mệnh Anh Yêu Em xoay quanh chuyện tình yêu giữa Trần Hân Di và Kỷ Tồn Hy với những tình tiết dở khóc dở cười nhưng cũng không kém phần cảm động. Nếu như cô nàng Hân Di là một cô gái trong sáng, chất phát và bình dị thì anh chàng Kỷ Tồn Hy lại là một chàng công tử đào hoa. Từ nhỏ Hân Di đã rất sợ người khác không thích mình nên lúc nào cũng cố gắng đáp ứng yêu cầu của mọi người và được đặt biệt danh "tờ giấy dán" (Sticky Note Girl). Hân Di coi trọng tình cảm đến khờ khạo, cô là người có cá tính nhưng lại thường xuyên yếu mềm trước những lời mật ngọt.
Một ngày, để giành được trái tim của kẻ trăng hoa Cổ Trì, cô đã chấp nhận bỏ ra một số tiền lớn để cùng đi tàu du lịch với anh ta. Trên con tàu Star Cruise sang trọng, Hân Di quyết định trao thân cuồng nhiệt cho người mà cô yêu với 1 mong muốn sẽ thành đôi với anh ta. Nhưng không ngờ, vì cận thị và say sóng, cô nàng vào nhầm phòng của một anh chàng khác cũng đang ngây ngất vì men say, đó chính là Tồn Hy. Sau những phút giây nồng nàn cùng nhau, cả hai mới hốt hoảng nhận ra mình đã "ngủ" nhầm người. Nhưng cũng trong đêm đó, Hân Di phát hiện ra Cổ Trì ăn vụng với một bà góa nhà giàu và bỏ rơi cô, từ đó mà chuyện tình yêu giữa Hân Di và Tồn Hi bắt đầu có những tiến triển, sự kiện đêm đó giống như một định mệnh giúp cô tìm được một nửa thực sự của mình.

## Diễn viên
| Diễn viên         | Vai                      |
| ----------------- | ------------------------ |
| Nguyễn Kinh Thiên | Kỷ Tồn Hy                |
| Trần Kiều Ân      | Trần Hân Di (Elaine)     |
| Trần Sở Hà        | Dylan (Thái Minh Vũ)     |
| Bạch Hâm Huệ      | Thạch Anna (Thái Hân Di) |
| Đàm Ngải Trân     | Uông Trân Châu           |
| Điền Gia Đạt      | Kỷ Chính Nhân            |
| Na Duy Huân       | Anson                    |
| La Bắc An         | Ô Lục Lục                |
| Trần Vi Dân       | Ô Thất Thất              |
| Lâm Mỹ Tú         | Trần Lâm Tây Thi         |
| Tống Tân Ni       | Trần Thanh Hà            |
| Chung Hân Lăng    | Trần Phụng Kiều          |
| Patrick Lý        | Cổ Trì                   |
| Trần Bội Kỳ       | Mary                     |

## Nhạc phim
| Định mệnh anh yêu em OST | Định mệnh anh yêu em OST                            | Định mệnh anh yêu em OST                    | Định mệnh anh yêu em OST   | Định mệnh anh yêu em OST        | Định mệnh anh yêu em OST |
| STT                      | Nhan đề                                             | Phổ lời                                     | Phổ nhạc                   | Nghệ sĩ                         | Thời lượng               |
| ------------------------ | --------------------------------------------------- | ------------------------------------------- | -------------------------- | ------------------------------- | ------------------------ |
| 1.                       | "99 lần tôi yêu anh ấy〈99次我愛他〉" (Nhạc mở đầu) | Trần Tĩnh Nam                               | Phương Văn Lương           | Nguyên Nhược Lam                | 3:34                     |
| 2.                       | "Giấy ghi chú tâm nguyện〈心願便利貼〉" (Nhạc kết)  | Trần Tĩnh Nam                               | Phương Văn Lương           | Nguyên Nhược Lam Ngô Trung Minh | 4:15                     |
| 3.                       | "Hạnh phúc của em〈我的快樂〉"                      | Hoa Mộc Lan (Trần Vi Linh) Hồng Thụy Nghiệp | Hoa Mộc Lan (Trần Vi Linh) | Cẩm Tú Nhị Trùng Xướng          | 3:23                     |
| 4.                       | "Nửa bản tình ca〈半情歌〉"                         | Trần Tĩnh Nam                               | Phương Văn Lương           | Nguyên Nhược Lam                | 5:05                     |
| 5.                       | "Gió thổi〈吹吹風〉"                                | Tào Cách A Đan                              | Tào Cách                   | Tào Cách                        | 3:14                     |
| 6.                       | "Fold Up〈對摺〉"                                   | Phương Văn Lương                            | Phương Văn Lương           | Nguyên Nhược Lam                | 2:54                     |

## Sách
- 13 tháng 6 năm 2008: Đêm định mệnh Bí mật hậu trường (命中注定我愛你 極機密幕後花絮) - ISBN 978-957-565-819-9[1]
- 26 tháng 6 năm 2008: Đêm định mệnh Tiểu thuyết kịch bản truyền hình (命中注定我愛你 電視小說) - ISBN 978-957-565-813-7[2]

## Giải thưởng
| Năm  | Lễ trao giải                    | Hạng mục                                                                                            | Kết quả   |
| ---- | ------------------------------- | --------------------------------------------------------------------------------------------------- | --------- |
| 2008 | Giải Quả chuông vàng lần thứ 43 | Phim truyền hình nhiều tập xuất sắc nhất                                                            | Đoạt giải |
| 2008 | Giải Quả chuông vàng lần thứ 43 | Nữ diễn viên chính trong phim truyền hình nhiều tập xuất sắc nhất - Trần Kiều Ân                    | Đề cử     |
| 2008 | Giải Quả chuông vàng lần thứ 43 | Nữ diễn viên phụ trong phim truyền hình nhiều tập xuất sắc nhất - Lâm Mỹ Tú                         | Đề cử     |
| 2008 | Giải Quả chuông vàng lần thứ 43 | Đạo diễn phim truyền hình nhiều tập xuất sắc nhất - Trần Minh Chương                                | Đề cử     |
| 2008 | Giải Quả chuông vàng lần thứ 43 | Kịch bản phim truyền hình nhiều tập hay nhất - Trần Ngọc San, Phan Dật Quần, Trần Hãn Di, Đỗ Hân Di | Đề cử     |
| 2008 | Giải Quả chuông vàng lần thứ 43 | Chương trình tiếp thị tốt nhất                                                                      | Đoạt giải |

## Phiên bản làm lại
- Năm 2014, bộ phim làm lại phiên bản Hàn Quốc với sự tham gia của Jang Na-ra & Jang Hyuk, cặp đôi này tái ngộ sau phim cơn sốt Cô gái thông minh năm 2002. Bộ phim đã đạt thỏa thuận bản quyền bán sang Trung Quốc với số tiền là 120.000 USD (~2,56 tỉ đồng) cho mỗi tập. Mặc dù tập đầu rating còn thấp nhưng sau đó đã được cải thiện, vì vậy bộ phim đã chạm mức rating cao nhất là 14,7%. Ngoài ra bộ phim còn đạt được nhiều giải thưởng và đề cử danh giá như:

| Năm  | Giải thưởng            | Thể loại                                        | Đề cử                   | Kết quả   | Tham khảo |
| ---- | ---------------------- | ----------------------------------------------- | ----------------------- | --------- | --------- |
| 2014 | 7th Korea Drama Awards | Best OST                                        | Goodbye My Love - Ailee | Đoạt giải |           |
| 2014 | 3rd APAN Star Awards   | Top Excellence Awards - Actor in a miniseries   | Jang Hyuk               | Đề cử     |           |
| 2014 | 3rd APAN Star Awards   | Top Excellence Awards - Actress in a miniseries | Jang Na-ra              | Đề cử     |           |
| 2014 | 3rd APAN Star Awards   | Best OST                                        | Goodbye My Love - Ailee | Đoạt giải |           |
| 2014 | MBC Drama Awards       | Top Excellence Awards - Actor in a miniseries   | Jang Huyk               | Đoạt giải |           |
| 2014 | MBC Drama Awards       | Top Excellence Awards - Actress in a miniseries | Jang Na-ra              | Đoạt giải |           |
| 2014 | MBC Drama Awards       | Golden Acting Awards - Actress                  | Song Ok Sook            | Đề cử     |           |
| 2014 | MBC Drama Awards       | Best New Actress                                | Wang Ji-won             | Đề cử     |           |
| 2014 | MBC Drama Awards       | Popularity Awards - Actress                     | Jang Na-ra              | Đoạt giải |           |
| 2014 | MBC Drama Awards       | Best Couple Award                               | Jang Hyuk- Jang Na Ra   | Đoạt giải |           |

- Năm 2017, phiên bản Thái Lan Tur Keu Prom Likit (tiếng Thái: เธอคือพรหมลิขิต) chuyển thể lại phim này với tên khác là "You're destiny" (Em là định mệnh của anh) với sự tham gia của Esther Supreeleela & Sukrit Wisedkaew trên kênh One 31, phim phát sóng từ ngày 04/09/2017, bộ phim đạt được nhiều phản hồi tích cực cũng như thu hút các khán giả trên các diễn đàn, cộng đồng mạng đặc biệt là Trung Quốc và Việt Nam.
- Cùng năm, phiên bản Philippines được phát hành bởi GMA Network cũng đạt được tỷ lệ khán giả cao.
- Năm 2019, phiên bản Campuchia Ah Pea Pi Pea Jai Dorn (tiếng Khmer: អាពាហ៍ពិពាហ៍ចៃដន្យ), được phát hành bởi Hangmeas Production, do các diễn viên Nico và Pich Solika thủ diễn.
- Năm 2020, phiên bản Nhật Bản Unmei Kara Hajimaru Koi: You Are My Destiny (運命から始まる恋 - You are my Destiny) với sự tham gia của Miori Takimoto và Takumi Kizu. Phim được phát sóng trên Fuji TV bắt đầu từ ngày 12 tháng 2 năm 2020.[4][5]
- Năm 2020, bộ phim được làm lại bằng phiên bản Trung Quốc với tên gọi là "Em là định mệnh đời anh" (你是我的命中注定), hai nhân vật chính thủ vai bởi Lương Khiết & Hình Chiêu Lâm trên nền tảng mạng xã hội Tencent Video (We TV - 腾讯视频).